# Слуцкий детинец
Слуцкий детинец — укреплённая центральная часть древнерусского Случеска, нынешнего Слуцка.

## Расположение и построение

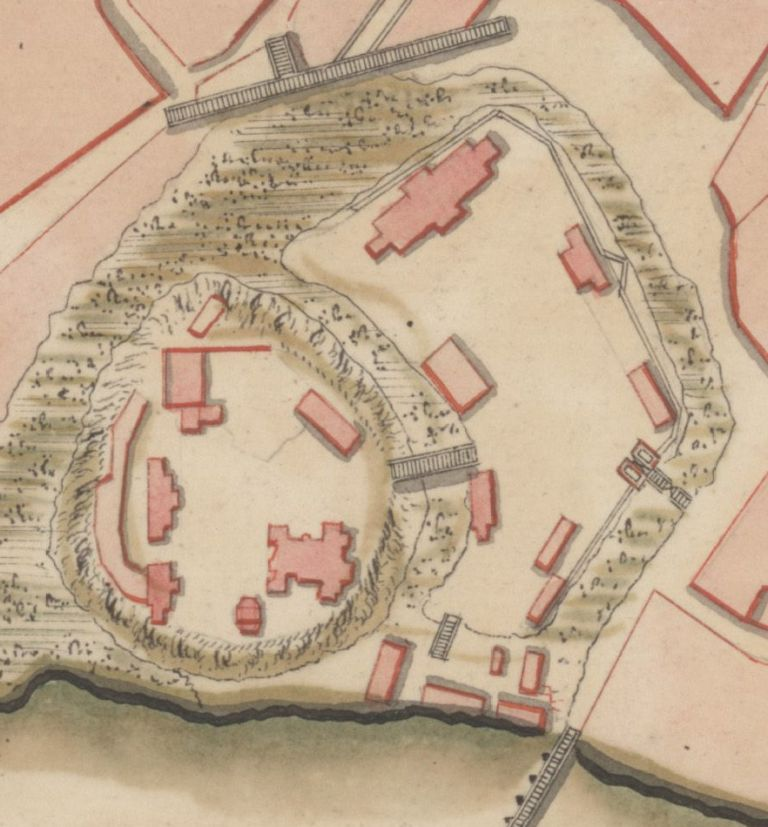
Верхний замок (на месте древнего детинца) слева от Нижнего замка в начале XVIII века

Детинец  располагался на овальном холме площадью 80х100 м, защищённом с запада и юга реками Бычок и Случь. Другая укреплённая площадка, относящаяся к городищу Случеска, являлась окольным городом, который примыкал к детинцу с юго-восточной стороны и был отделён от него рвом. Его площадь составляла 0,8 га. Сохранились рвы и следы валов. 
Слуцкий детинец был обнесён мощным валом, ширина которого в основании была более 20 метров, высота — около 6 метров. По гребню вала шёл частокол из дубовых брёвен, а перед валом размещался ров глубиной до 2 и шириной около 25 метров, который соединялся с рекой Бычок, в то время ещё полноводной. Войти в детинец можно было только через ворота. В детинце древнего Слуцка имелся каменный храм XII века, построенный из тонкого кирпича (плинфы) и известняковых плит. Также здесь находился терем удельных князей Слуцкого княжества.

## История
Первое летописное упоминание о Слуцке как о крепости на северных рубежах Туровского княжества относится к 1116 году, когда его сжёг минский князь Глеб Всеславич. Впоследствии здесь возникли новые деревянные укрепления. В эпоху Великого княжества Литовского на месте древнерусского детинца под 1409 годом впервые упоминается новый деревянный замок (Верхний замок), на месте окольного города возникает Нижний замок. В начале XVI века слуцкие укрепления выдержали несколько нападений крымских татар, а также осаду со стороны войск мятежного князя Михаила Глинского. Сегодня на месте детинца находится Дом культуры.

## Археологические исследования
Детинец Слуцка обследовали С. А. Дубинский, А. Н. Лявданский, Э. М. Загорульский, П. Ф. Лысенко и другие. Культурный слой на детинце составляет до 4 м и частично сохранил предметы органического происхождения. Обнаружены деревянные постройки, настилы улиц, частоколы. Найдены железные ножи, ключи, замки, шарнирные ножницы, часть сошника, косы, писало, обломки стеклянных браслетов, шиферные пряслица, двусторонние деревянные гребни. Судя по керамике и другим находкам, поселение в Слуцке возникло на рубеже XI—XII веков.